# Помни меня
«Помни меня» (англ. Remember Me) — американская драма 2010 года, режиссёра Аллена Култера. Главные роли исполнили Роберт Паттинсон и Эмили де Рэйвин.
Премьера в США прошла 1 марта 2010 года, в прокат лента вышла 12 марта 2010 года. В России фильм демонстрировался на экранах с 11 марта 2010 года.
Теглайн — «Живи мгновеньем, люби безоглядно…»

## Сюжет
Беспечный студент Тайлер никак не может создать гармонию в себе и найти общий язык со всеми, кто его окружает. Его угнетает и держит в подавленном состоянии смерть старшего брата Майкла. Родного отца, как и мать с отчимом, совершенно не заботят его дела. Единственным плюсом в сложившейся ситуации является его друг Эйдан и маленькая сестра Кэролайн. 
По воле случая парни ввязываются ночью в драку на нью-йоркской улице, в результате чего Тайлера арестовывают, но в скором времени отпускают под залог. 
Случайно Эйдану становится известно, что в его колледже учится Элли — дочь полицейского, арестовавшего Тайлера. Эйдан предлагает Тайлеру закрутить роман с Элли с целью отомстить отцу. Тайлер сначала отказывается, но вскоре всё-таки влюбляется в девушку, и у них начинаются отношения. Между Тайлером и Элли оказывается много общего: они оба потеряли родного человека — у неё грабители убили мать в метро, у него брат покончил жизнь самоубийством. Пара проводит много времени вместе, что ужасно злит отца Элли, который после случая с женой переживает за дочь и всячески оберегает её, доходя до фанатизма. Элли ссорится с отцом, который ударяет её по лицу, и та уходит жить к Тайлеру. В поисках дочери отец приходит в квартиру к Тайлеру, где обнаруживает личный дневник юноши, в котором написано, почему он познакомился с Элли. Тайлеру приходится во всём признаться Элли, и та уходит от него. Одновременно с этим Тайлер ссорится и со своим отцом, думая, что после смерти брата тому нет дела до остальных детей.
Сестра Тайлера — Кэролайн — постоянно подвергается насмешкам со стороны своих одноклассниц. Их игры заканчиваются печально — Кэролайн остригают половину волос на голове. Девочка очень расстроена, и вся семья наконец-то объединяется, чтобы поддержать её. Приходит и Элли. Она мирится с Тайлером, и всё постепенно начинает налаживаться. Элли и Тайлер наслаждаются тем, что они снова вместе, и у Тайлера есть шанс наконец-то поговорить с отцом и во всём разобраться. Тайлер приходит в назначенное время к отцу в офис, но отец задерживается, потому что впервые за всё время он решает отвезти Кэролайн в школу. В разговоре с помощником отца Тайлер замечает, какое сегодня особенное утро.
В это время Кэролайн уже на занятиях. На доске учителем написана дата: «11 сентября 2001 года».
Тайлер ожидает отца в его офисе, стоя возле окна одной из башен Всемирного торгового центра. Внизу бегут люди, смотрят вверх. Среди них подъехавший к офису отец Тайлера, мать, выходящая из дома, Элли, которая готовила тосты к возвращению Тайлера, его друг Эйдан и Кэролайн, в растерянности выходящая из школы.
Далее, отец, мать, сестра и отчим — приходят на могилу Тайлера, где написано: «Возлюбленный, сын, брат».
Элли входит в метро, в которое она боялась заходить с момента убийства матери. Девушка садится в поезд и смотрит вдаль. Ей видится мать, стоящая на перроне. Глаза Элли полны надежды на будущее.

## В ролях
| Актёр            | Роль                                    |
| ---------------- | --------------------------------------- |
| Роберт Паттинсон | Тайлер Хокинс                           |
| Эмили де Рэйвин  | Элли Крейг                              |
| Руби Джерринс    | Кэролайн Хокинс (сестра Тайлера)        |
| Пирс Броснан     | Чарльз Хокинc (отец Тайлера и Кэролайн) |
| Лена Олин        | Дайан Хирш (мать Тайлера и Кэролайн)    |
| Крис Купер       | сержант Нил Крейг (отец Элли)           |
| Марта Плимптон   | Хелен Крейг (мать Элли)                 |
| Тейт Эллингтон   | Эйдэн Холл (друг Тайлера)               |
| Пейтон Рой Лист  | Саманта                                 |
| Меган Маркл      | Меган                                   |

## Критика
Фильм получил в целом негативные отзывы кинокритиков: на Rotten Tomatoes 28 % рецензий являются положительными, средний рейтинг составляет 4,3 из 10. На Metacritic фильм получил 40 баллов из 100 на основе 29 обзоров. IMDb: 7.2 из 10 баллов.

## Съёмки
Съёмки фильма проходили в Нью-Йорке.
На роль Эйдана прослушивался Фрэн Кранц.